# Stara Biała (village)
Pour les articles homonymes, voir Stara Biała.
Stara Biała (prononciation : [ˈstara ˈbjawa]) est un village polonais de la gmina de Stara Biała dans le powiat de Płock de la voïvodie de Mazovie dans le centre-est de la Pologne.
Il se situe à environ 9 kilomètres au nord-ouest de Płock (siège du powiat) et à 102 kilomètres au nord-ouest de Varsovie (capitale de la Pologne).
Le village a donné son nom à la gmina de Stara Biała, bien qu'il ne soit pas le siège administratif (chef-lieu) de la gmina.

## Histoire
De 1975 à 1998, le village appartenait administrativement à la voïvodie de Płock.